# Jesenice

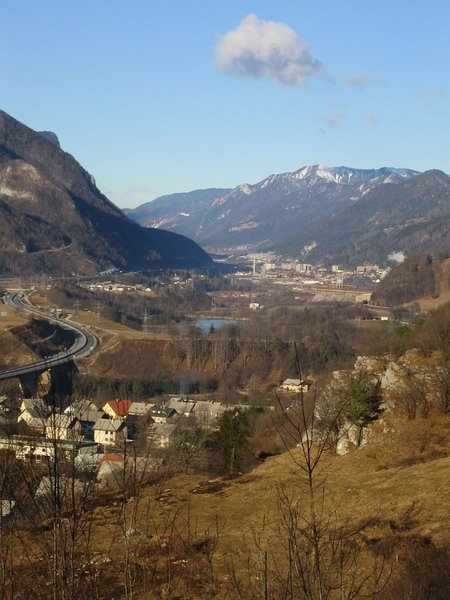
Ortspanorama

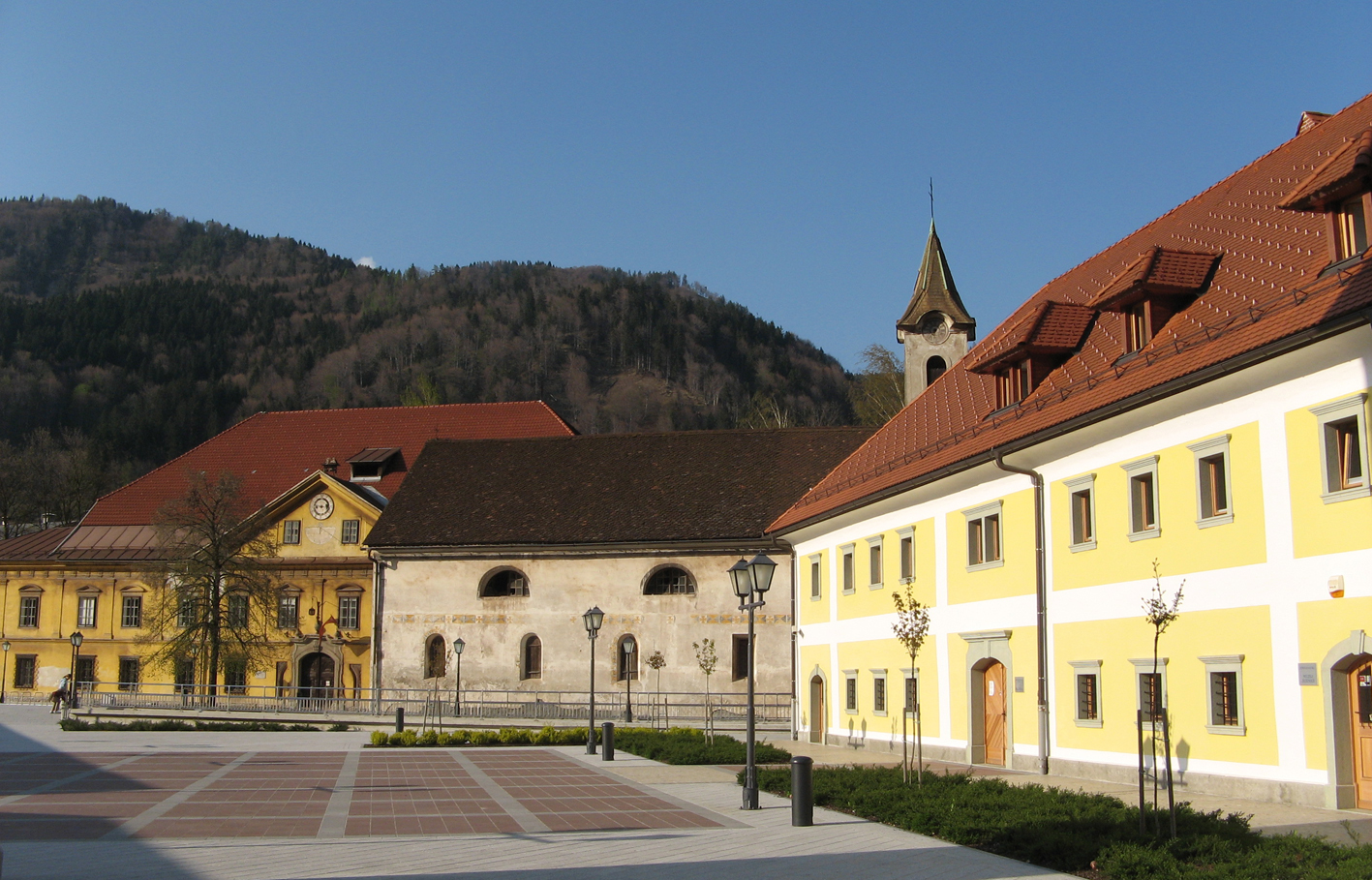
Altsave, Jesenice

Die Stadt Jesenice (deutsch Aßling) ist eine Kleinstadt in der Oberkrain (Region Gorenjska) in Slowenien nahe der Grenze zu Österreich. Sie ist Hauptort und Gemeindezentrum der Gemeinde Jesenice mit 13 Ortschaften.

## Lage
Der Ort grenzt im Norden an die Karawanken, die die Staatsgrenze zu Österreich (Bundesland Kärnten) bilden, und im Süden an Mežakla. Jesenice liegt an der Save (Sava Dolinka). Hausberg der Stadt ist der 1096 m hohe Jelenkamen nordöstlich des Siedlungskerns, der für Tagestouren bei den Einheimischen sehr beliebt ist. Die Autobahn A2, die südlich der Stadt vorbeiführt, führt nach Norden durch den Karawankentunnel nach Villach in Österreich und nach Süden nach Ljubljana (Laibach).

## Geschichte
Der Ort wurde 1004 erstmals urkundlich erwähnt. Er ist bekannt durch seine Eisenhütten und die metallverarbeitende Industrie (Acroni Jesenice auch als Železarna Jesenice bekannt). Die ersten Schürfrechte wurden 1381 vom Haus Ortenburg erteilt. Später waren die Eisenhütten eine Waffenschmiede der Habsburger.
Im Jahre 1872 wurde die Bahnstrecke Tarvis–Laibach fertiggestellt. Jesenice/Aßling war damit an das Eisenbahnnetz Österreich-Ungarns angeschlossen. Die Verbindung von Jesenice ins nunmehr italienische Tarvis wurde 1967 stillgelegt.
1904 wurde die Wocheiner Bahn eröffnet, die von Jesenice/Aßling über die Julischen Alpen nach Neu-Görz/Nova Gorica führt, von wo aus Anschluss nach Triest besteht. Bis zum Ende der Habsburgermonarchie gehörte der Ort zum Kronland Krain, wobei Jesenice eine selbständige Gemeinde im Gerichtsbezirk Kronau (politischer Bezirk Radmannsdorf) bildete.
Im Herbst 1906 wurde die Karawankenbahn eröffnet, die in Jesenice in diese Linie einmündet. Mit der 1909 fertiggestellten Tauernbahn ergab sich dadurch die neue Alpentransversale Salzburg–Triest. Von der endgültigen Festlegung der Grenze zwischen Österreich und dem neuen SHS-Staat 1920 an war Jesenice für die durch den Karawankentunnel fahrenden Züge Grenzbahnhof. Die Grenzkontrollen wurden am 21. Dezember 2007 auf Grund des Schengener Abkommens eingestellt.
1926 wurden einige Siedlungen vereinigt, Jesenice wurde zur Stadt erhoben. Von 1941 bis 1945 gehörte Jesenice zum vom Deutschen Reich besetzten Oberkrain, das hier liegende Eisenwerk wurde in die NS-Rüstungsindustrie eingegliedert. Dagegen wandten sich immer mehr Partisanen: Über 400 Stadtbewohner fielen als Opfer des Widerstands gegen den Nationalsozialismus. Wegen ihrer Eisenwerke wurde die Stadt am 1. März 1945 heftig bombardiert. Später waren die Werke einer der größten Arbeitgeber (7000 Arbeiter und Angestellte) im sozialistischen Jugoslawien. Die letzten Reste der längst geschlossenen Werke wurden 2003 niedergerissen; ein Schlot des Hochofens blieb erhalten.

## Persönlichkeiten
- Sašo Robič (1967–2010), Skirennläufer
- Robert Žan (* 1967), Skirennläufer
- Nataša Kejžar (* 1976), Schwimmerin